# Heuerßen
Heuerßen település Németországban, azon belül Alsó-Szászország tartományban. Lakosainak száma 896 fő (2023. december 31.). Heuerßen Stadthagen és Lüdersfeld községekkel határos.

## Népesség
A település népességének változása:
| Lakosok száma | 928  | 925  | 922  | 901  | 894  | 896  |
|               | 2016 | 2017 | 2019 | 2021 | 2022 | 2023 |